# بخش یورک (شهرستان ون ورت، اوهایو)
بخش یورک (به انگلیسی: York Township) یک منطقهٔ مسکونی در ایالات متحده آمریکا است که در شهرستان وان ورت، اوهایو واقع شده‌است.
 بخش یورک ۹۴٫۴ کیلومتر مربع مساحت و ۷۸۸ نفر جمعیت دارد و ۲۴۷ متر بالاتر از سطح دریا واقع شده‌است.